# Sebastian Karpiel-Bułecka
Łukasz Sebastian Karpiel-Bułecka (Krakau, 14 mei 1976) is een Pools acteur en zanger. Hij is vooral bekend als frontzanger van de folkgroep Zakopower. Hij studeerde af in bouwkunde aan de Technische Universiteit van Krakau.